# Burgstall Haselstein
Der Burgstall Haselstein ist eine abgegangene spätmittelalterliche Höhenburg im Oberpfälzer Wald. Sie liegt auf einem Berggipfel in einem größeren Waldgebiet zwischen den Orten Floß (Oberpfalz), Flossenbürg und Plößberg im oberpfälzischen Landkreis Neustadt an der Waldnaab in Bayern, Deutschland. Die Anlage wird als Bodendenkmal unter der Aktennummer D-3-6239-0060 als „mittelalterlicher Burgstall ‚Haselstein‘“ geführt.
In der Nähe des Burgstalls Haselstein befindet sich die bekannte Burgruine Flossenbürg und die Burgruine Schellenberg.

## Geschichte des Haselstein

### Mittelalterliche Burg
In der Zeit von etwa 1400 bis gegen Ende des 16. Jahrhunderts befand sich am Haselstein eine Burganlage.
Von dieser sind fast keine Mauerreste erhalten und auch mittelalterliche Dokumente gibt es nicht mehr. Durch Funde von spätmittelalterlichen Resten von Tongefäßen, Ofenkacheln, Dachziegeln, geschmiedeten Nägeln und eisernen Pfeilspitzen konnte die Existenz einer ehemaligen Burg aber nachgewiesen werden.

### Haselsteinfeste
Die meisten der heute vorhandenen Mauern aus Trockensteinen stammen etwa aus der Zeit um 1860. Damals wurde die Burgruine Haselstein in ein Fest- und Feiergelände mit terrassenförmigen Bereichen umgestaltet. Dadurch wurde die ehemalige Burg völlig unkenntlich gemacht.
Von etwa 1860 bis Ende der 1950er Jahre wurden die Haselsteinfeste abgehalten. Diese gingen üblicherweise mit Darbietungen der Gesangvereine aus Floß, Flossenbürg und Plößberg einher. Gäste aus Weiden, Neustadt und Vohenstrauß nahmen lange Fußmärsche in Kauf, um an den Festen teilzunehmen.

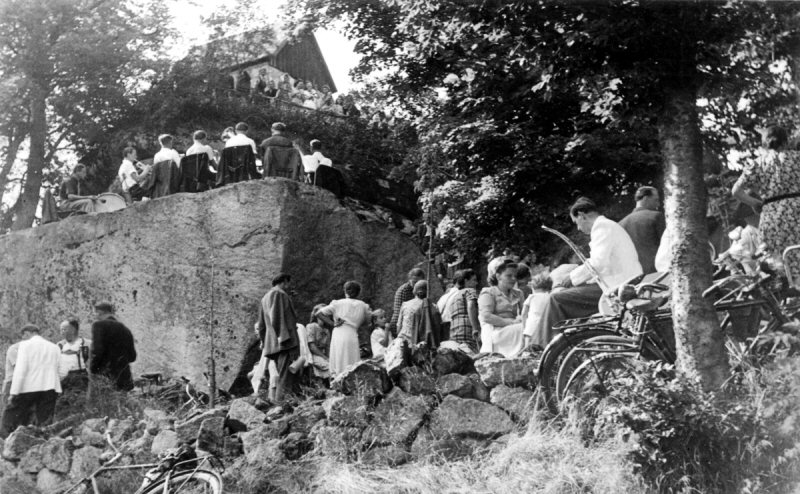
Haselsteinfest im Jahre 1950
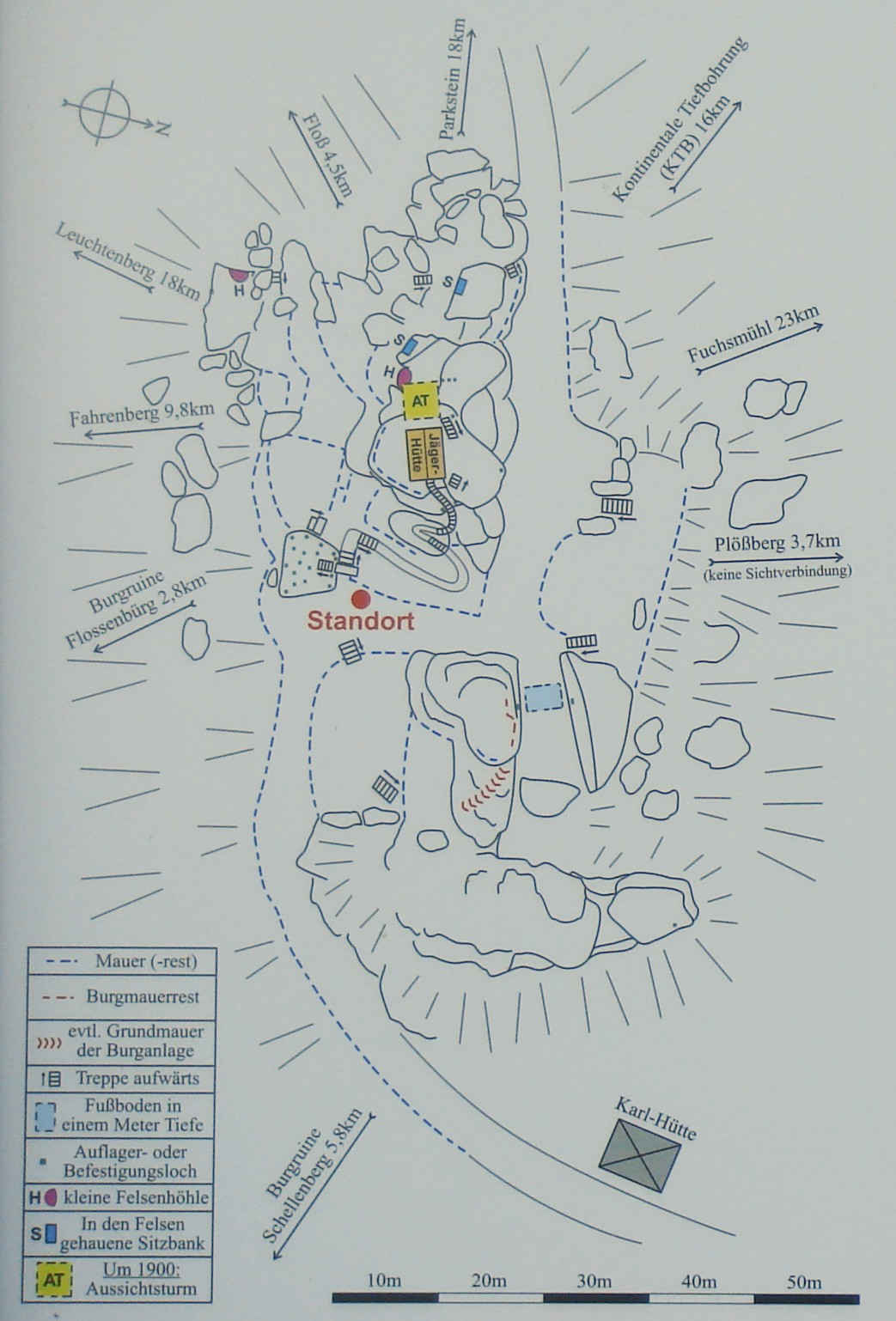
Grundrissplan des Burgstalls/Festgeländes am Haselstein
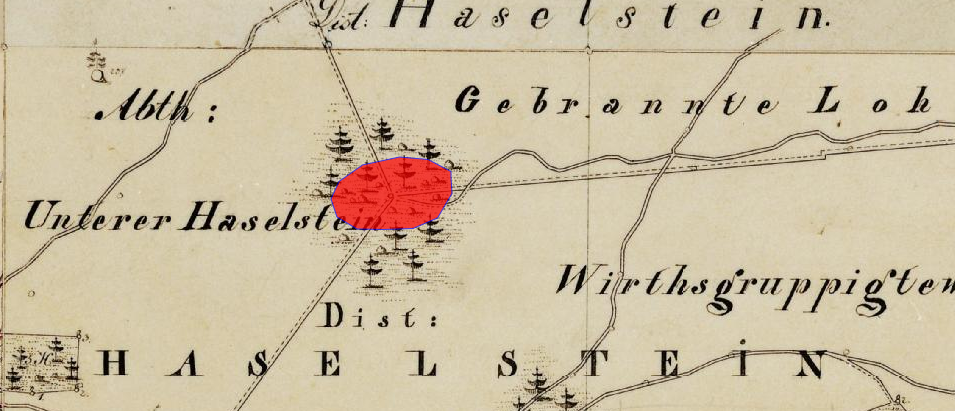
Lageplan des Burgstalls Haselstein auf dem Urkataster von Bayern
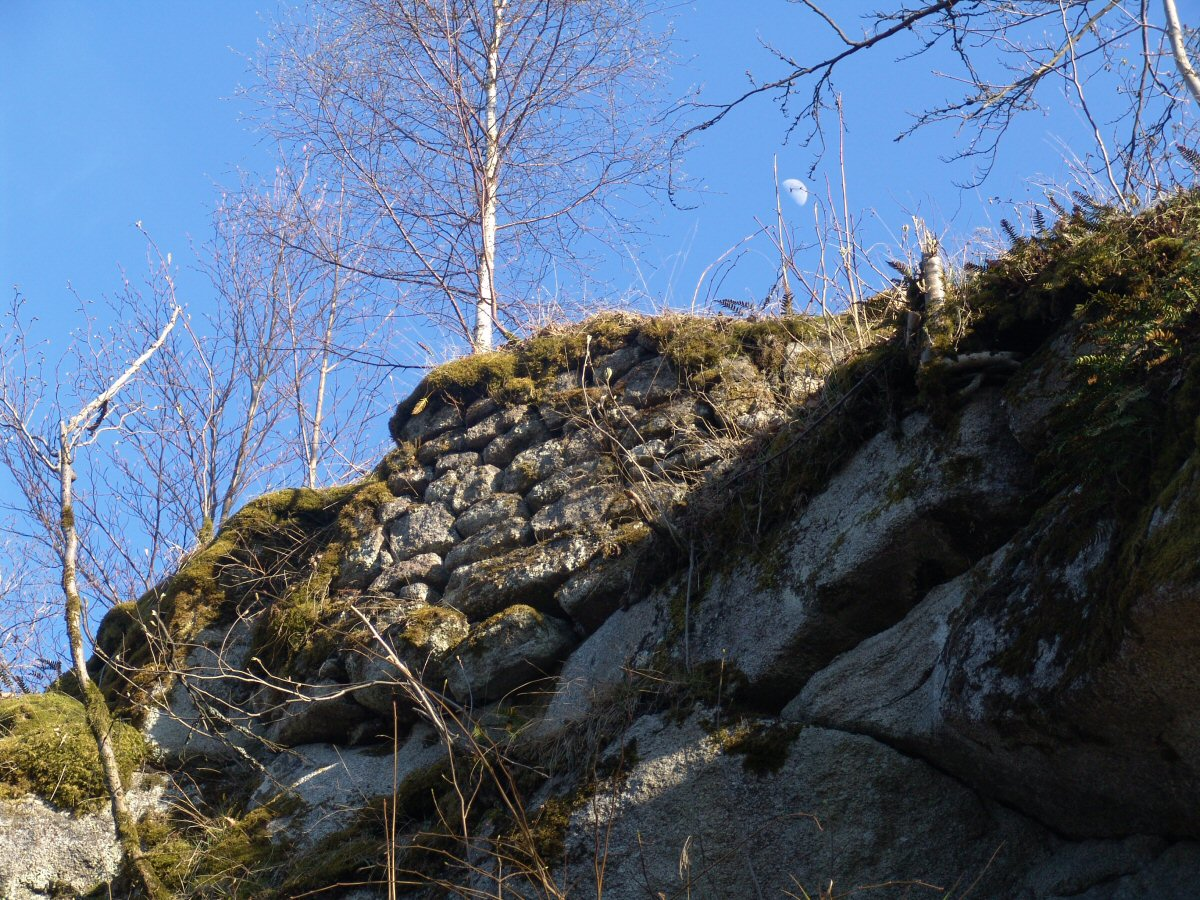
Ein letzter Mauerrest der ehemaligen Burganlage

### Sanierungsarbeiten 2012
Im August 2012 wurden die von einem Förderverein der Burg initiierten und teilweise in Eigenleistung durchgeführten Freilegungs- und Sanierungsarbeiten abgeschlossen. Dabei wurden die Reste des Turmes ausgegraben und zum Teil wieder das Mauerwerk aufgesetzt. Seitdem ist der Sockel wieder sichtbar.